# Новий Мосир
Но́вий Мо́сир — село в Україні, у Голобській селищній територіальній громаді Ковельського району Волинської області. Населення становить 219 осіб.

## Географія
Село розташоване на лівому березі річки Стохід.

## Історія
У 1906 році село Голобської волості Ковельського повіту Волинської губернії. Відстань від повітового міста 30 верст, від волості 7. Дворів 50, мешканців 312.

## Населення
Згідно з переписом УРСР 1989 року чисельність наявного населення села становила 270 осіб, з яких 111 чоловіків та 159 жінок.
За переписом населення України 2001 року в селі мешкало 217 осіб.

### Мова
Розподіл населення за рідною мовою за даними перепису 2001 року:
| Мова       | Відсоток |
| ---------- | -------- |
| українська | 98,63 %  |
| російська  | 1,37 %   |